# Saint-Christol (Vaucluse)
Pour les articles homonymes, voir Saint-Christol.
Saint-Christol (nom officiel), aussi appelé Saint-Christol-d'Albion, est une commune française située sur le plateau d'Albion, dans le département de Vaucluse en région Provence-Alpes-Côte d'Azur.

## Géographie
La sous-préfecture Apt est à 29 kilomètres et le chef-lieu du canton est Sault.
|               | Saint-Trinit   | Revest-du-Bion (Alpes-de-Haute-Provence)     |
| Sault         | Saint-Christol |                                              |
| Lagarde-d'Apt |                | Simiane-la-Rotonde (Alpes-de-Haute-Provence) |

### Géologie
Le massif du plateau d'Albion est formé de calcaires de l'ère secondaire, souvent perméables. L'eau s'enfonce dans la roche, créant des réseaux souterrains (système karstique), ressortant aux points bas comme la fontaine de Vaucluse.
Il y a de nombreux avens : celui du Souffleur (921 mètres) et l'aven Autran (670 mètres) sont parmi les plus profonds du plateau.

### Hydrographie
À cause du relief karstique du plateau, aucun cours d'eau notable en surface, mais des rivières souterraines qui se trouvent à environ 600 mètres sous la surface.

### Sismicité
Les cantons de Bonnieux, Apt, Cadenet, Cavaillon et Pertuis sont classés en zone Ib (risque faible). Tous les autres cantons du département de Vaucluse, dont celui de Sault auquel appartient la commune, sont classés en zone Ia (risque très faible). Ce zonage correspond à une sismicité ne se traduisant qu'exceptionnellement par la destruction de bâtiments.

### Climat
Pour des articles plus généraux, voir Climat de Provence-Alpes-Côte d'Azur et Climat de Vaucluse.
En 2010, le climat de la commune est de type climat méditerranéen altéré, selon une étude du Centre national de la recherche scientifique s'appuyant sur une série de données couvrant la période 1971-2000. En 2020, Météo-France publie une typologie des climats de la France métropolitaine dans laquelle la commune est dans une zone de transition entre le climat de montagne et le climat méditerranéen et est dans la région climatique  Provence, Languedoc-Roussillon, caractérisée par une pluviométrie faible en été, un très bon ensoleillement (2 600 h/an), un été chaud (21,5 °C), un air très sec en été, sec en toutes saisons, des vents forts (fréquence de 40 à 50 % de vents > 5 m/s) et peu de brouillards.
Pour la période 1971-2000, la température annuelle moyenne est de 9,6 °C, avec une amplitude thermique annuelle de 16,3 °C. Le cumul annuel moyen de précipitations est de 965 mm, avec 6,8 jours de précipitations en janvier et 3,9 jours en juillet. Pour la période 1991-2020, la température moyenne annuelle observée sur la station météorologique installée sur la commune est de 10,0 °C et le cumul annuel moyen de précipitations est de 1 015,3 mm. 
La température maximale relevée sur cette station est de 39,3 °C, atteinte le 28 juin 2019 ; la température minimale est de −20,1 °C, atteinte le 19 février 1983,,.
| Mois                                  | jan.             | fév.             | mars           | avril         | mai             | juin            | jui.            | août          | sep.            | oct.            | nov.             | déc.            | année      |
| ------------------------------------- | ---------------- | ---------------- | -------------- | ------------- | --------------- | --------------- | --------------- | ------------- | --------------- | --------------- | ---------------- | --------------- | ---------- |
| Température minimale moyenne (°C)     | −2,9             | −3,2             | −0,7           | 2             | 5,6             | 9               | 11              | 10,8          | 7,6             | 4,9             | 0,8              | −2              | 3,6        |
| Température moyenne (°C)              | 2,4              | 2,7              | 5,7            | 8,4           | 12,3            | 16,3            | 18,9            | 18,7          | 14,5            | 10,7            | 6                | 3,1             | 10         |
| Température maximale moyenne (°C)     | 7,7              | 8,6              | 12,1           | 14,7          | 18,9            | 23,6            | 26,8            | 26,6          | 21,3            | 16,5            | 11,1             | 8,1             | 16,3       |
| Record de froid (°C) date du record   | −19,4 07.01.1985 | −20,1 19.02.1983 | −18,3 02.03.05 | −9,9 08.04.21 | −5,1 05.05.1991 | −0,4 04.06.1984 | 0,2 17.07.00    | 1 30.08.1998  | −2 29.09.1972   | −8,2 31.10.1997 | −13,5 22.11.1999 | −20 29.12.1980  | −20,1 1983 |
| Record de chaleur (°C) date du record | 21,7 28.01.08    | 20,8 24.02.20    | 23 25.03.1981  | 26,6 08.04.11 | 29,4 21.05.22   | 39,3 28.06.19   | 35,5 21.07.1983 | 36,3 23.08.23 | 31,8 16.09.1987 | 29,3 08.10.23   | 22,5 28.11.1979  | 21,9 22.12.1987 | 39,3 2019  |
| Précipitations (mm)                   | 91               | 59,5             | 63,7           | 88,8          | 80,3            | 54,2            | 33              | 50,6          | 107             | 131,6           | 157,6            | 98              | 1 015,3    |

| Diagramme climatique                                  |             |              |           |             |           |          |              |            |              |              |         |
| J                                                     | F           | M            | A         | M           | J         | J        | A            | S          | O            | N            | D       |
| 7,7−2,991                                             | 8,6−3,259,5 | 12,1−0,763,7 | 14,7288,8 | 18,95,680,3 | 23,6954,2 | 26,81133 | 26,610,850,6 | 21,37,6107 | 16,54,9131,6 | 11,10,8157,6 | 8,1−298 |
| Moyennes : • Temp. maxi et mini °C • Précipitation mm |             |              |           |             |           |          |              |            |              |              |         |

Les paramètres climatiques de la commune ont été estimés pour le milieu du siècle (2041-2070) selon différents scénarios d'émission de gaz à effet de serre à partir des nouvelles projections climatiques de référence DRIAS-2020. Ils sont consultables sur un site dédié publié par Météo-France en novembre 2022.

## Urbanisme

### Typologie
Au 1er janvier 2024, Saint-Christol est catégorisée bourg rural, selon la nouvelle grille communale de densité à sept niveaux définie par l'Insee en 2022.
Elle est située hors unité urbaine et hors attraction des villes,.

### Occupation des sols
L'occupation des sols de la commune, telle qu'elle ressort de la base de données européenne d’occupation biophysique des sols Corine Land Cover (CLC), est marquée par l'importance des territoires agricoles (54,9 % en 2018), une proportion identique à celle de 1990 (54,9 %). La répartition détaillée en 2018 est la suivante : 
forêts (35,3 %), terres arables (27,3 %), prairies (19,7 %), zones industrielles ou commerciales et réseaux de communication (7,4 %), zones agricoles hétérogènes (6,9 %), milieux à végétation arbustive et/ou herbacée (1,4 %), zones urbanisées (1 %), cultures permanentes (0,9 %). L'évolution de l’occupation des sols de la commune et de ses infrastructures peut être observée sur les différentes représentations cartographiques du territoire : la carte de Cassini (XVIIIe siècle), la carte d'état-major (1820-1866) et les cartes ou photos aériennes de l'IGN pour la période actuelle (1950 à aujourd'hui).

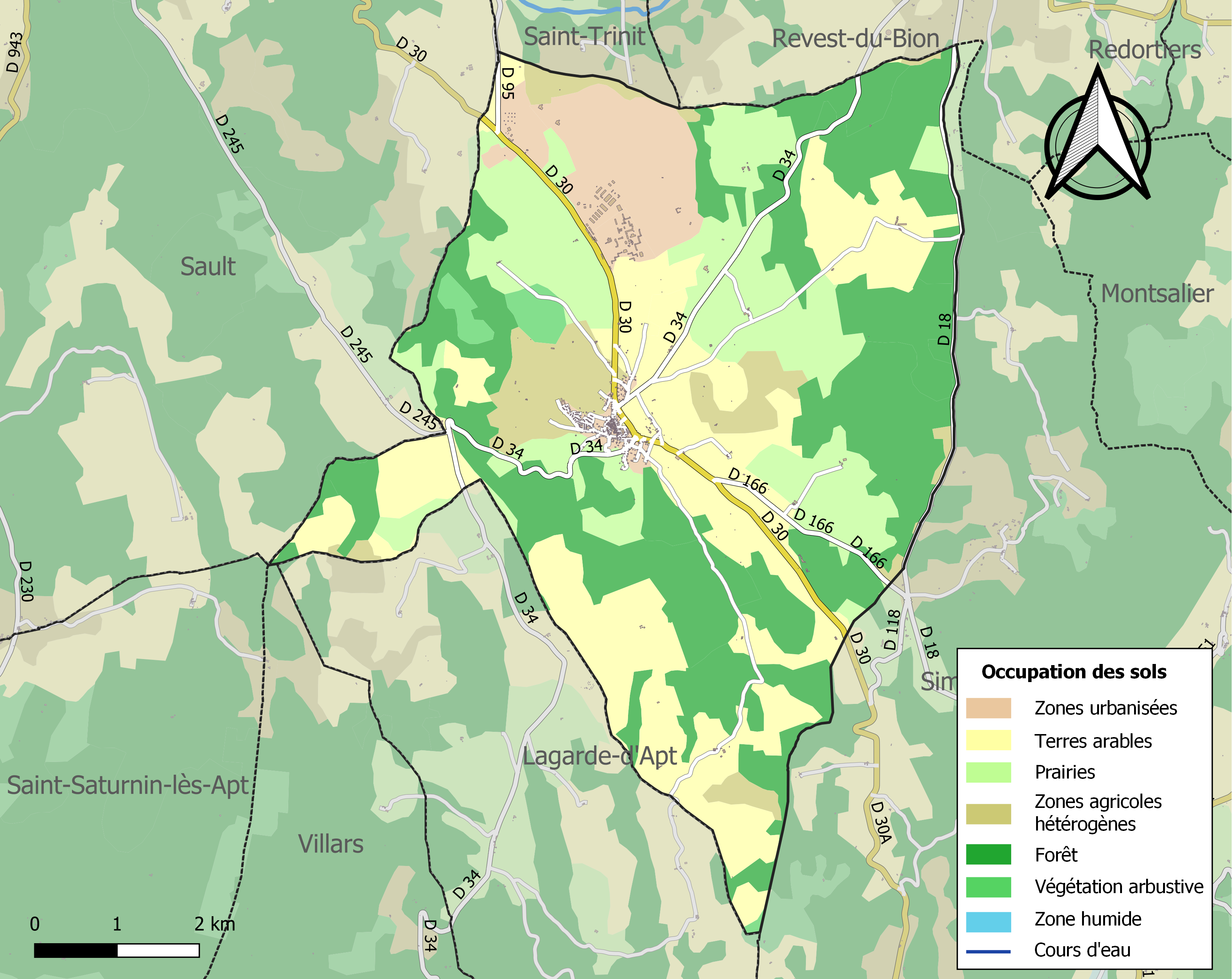
Carte des infrastructures et de l'occupation des sols de la commune en 2018 (CLC).

## Toponymie
Le nom d'usage de la commune est Saint-Christol-d'Albion, en provençal selon la norme classique, elle se dénomme Sant-Cristòu d'Aubion et Sant-Cristou d'Aubioun selon la norme mistralienne. Ses habitants sont appelés les Christolains.

## Histoire

### Préhistoire et antiquité
Des traces de passage d'hommes du Néolithique sont attestées par des haches en pierre polie retrouvées sur le territoire de la commune. La colonisation romaine parait avoir été plus stable puisqu'un autel aux Matres Elitivæ a été découvert. Le plateau d'Albion était alors le domaine de la tribu des Albiques qui lui ont donné leur nom. Leur dieu principal était une divinité guerrière et alpestre, dénommé Albiorix, et qui devint Mars Albiorix sous les Romains.

### Moyen Âge
Le premier nom attesté du site fut la Vila Petote, donnée en 1082 à l'abbaye de Cluny. En 1119, une bulle de Gélase II indique qu'alors ce lieu était passé aux bénédictins de Villeneuve-lès-Avignon. Le prieuré et sa mense relevait de l’abbaye Saint-André de Villeneuve-lès-Avignon, qui en percevait les revenus. Ce fut durant cette période, qu'eut lieu le défrichement du plateau d'Albion. Celui-ci fut édifié entre 1095 et 1119. Deux moines bénédictins étaient seulement en permanence à cette priorale placés sous l'invocation de Notre-Dame et de saint Christophe.
En 1216, Laugier d'Agoult, évêque d'Apt accorda des biens sur ce territoire à l'abbaye de Sénanque et à son abbé dom Rosier de Gordes, avec l'accord de son neveu Rostang d'Apt. Un village fut seulement créé en 1271 grâce à un acte d'habitation signé entre sept chefs de famille et les deux co-seigneurs Isnard d'Entrevennes et Bernard de Saint-Saturnin. Cet acte, par ses confronts, délimita le territoire de Saint-Christol dans ses limites actuelles.

### Renaissance
Saint-Christol devient terre comtale le 22 avril 1561, date à laquelle Charles IX érigea la baronnie en comté pour François d'Agoult avec création d'un siège d'appeaux. Ce comté passa successivement ensuite aux Blanchefort-Créquy, en 1573 puis aux Lesdiguières en 1611 et enfin aux Neuville de Villeroy en 1703.

### Période moderne
L'église du village, placée sous le double vocable de Notre-Dame et de saint Christophe, fut restaurée au cours du XVIIe siècle. Le château des Agoult, comtes de Sault, datant du XIIe siècle, le fut, quant à lui, au début du XVIIIe siècle puis ruiné en 1793. Il était épaulé de quatre tours dont l'une servait de prison, il n'en reste qu'une seule tour qui fut un temps transformée en pigeonnier.
Le 12 août 1793 fut créé le département de Vaucluse, constitué des districts d'Avignon et de Carpentras, mais aussi de ceux d'Apt et d'Orange, qui appartenaient aux Bouches-du-Rhône, ainsi que du canton de Sault, qui appartenait aux Basses-Alpes.

### Période contemporaine
À partir de l'hiver 1942-1943, le plateau de Sault vit arriver les réfugiés d'Alsace-Lorraine. Déjà, en octobre 1942, dans les villages et hameaux de celui-ci, Philippe Beyne, son adjoint Maxime Fischer et leurs équipes avaient accueilli et installé plusieurs dizaines de réfractaires au S.T.O.. Ils les munirent de fausses cartes d'identité et de cartes d'alimentation. Pour faciliter leur approvisionnement ils avaient été regroupés près des villages d'Aurel, de Saint-Trinit et de Saint-Christol
À partir de 1966, la commune a abrité la BA200, principale base des installations stratégiques du plateau d'Albion. L'installation du 1er GMS, avec sa base de missiles stratégiques à fusées nucléaires fut opérationnelle en 1972. Cette force de dissuasion comprenait 18 silos avec des missiles IRBM (Intermediate Range Balistic Missile) de type SSBS (Sol-Sol Balistique Stratégique). Ils avaient une portée de 3 600 kilomètres et une puissance de 9 mégatonnes. Leurs postes de tir se trouvaient à Rustrel et Reilhanette. Depuis le 1er juillet 1999, l'ancienne base aérienne est occupée par le 2e régiment étranger de génie de la légion étrangère.

### Héraldique
| Blason de Saint-Christol | Les armes peuvent se blasonner ainsi : De gueules au sautoir d'or chargé en cœur d'un écusson d'azur au Saint-Christophe d'argent, au chef cousu d'azur de trois vires de deux pièces d'argent |

## Politique et administration
| Période                                  | Période  | Identité       | Étiquette | Qualité |
| ---------------------------------------- | -------- | -------------- | --------- | ------- |
| mars 2001                                | En cours | Henri Bonnefoy | DVG       |         |
| Les données manquantes sont à compléter. |          |                |           |         |

## Démographie
L'évolution du nombre d'habitants est connue à travers les recensements de la population effectués dans la commune depuis 1793. Pour les communes de moins de 10 000 habitants, une enquête de recensement portant sur toute la population est réalisée tous les cinq ans, les populations de référence des années intermédiaires étant quant à elles estimées par interpolation ou extrapolation. Pour la commune, le premier recensement exhaustif entrant dans le cadre du nouveau dispositif a été réalisé en 2005.

En 2022, la commune comptait 1 416 habitants, en évolution de +5,12 % par rapport à 2016 (Vaucluse : +1,73 %, France hors Mayotte : +2,11 %).
| 1793 | 1800 | 1806 | 1821 | 1831 | 1836 | 1841 | 1846 | 1851 |
| ---- | ---- | ---- | ---- | ---- | ---- | ---- | ---- | ---- |
| 461  | 434  | 618  | 643  | 673  | 692  | 666  | 641  | 617  |

| 1856 | 1861 | 1866 | 1872 | 1876 | 1881 | 1886 | 1891 | 1896 |
| ---- | ---- | ---- | ---- | ---- | ---- | ---- | ---- | ---- |
| 650  | 640  | 609  | 598  | 576  | 560  | 560  | 545  | 491  |

| 1901 | 1906 | 1911 | 1921 | 1926 | 1931 | 1936 | 1946 | 1954 |
| ---- | ---- | ---- | ---- | ---- | ---- | ---- | ---- | ---- |
| 473  | 459  | 424  | 402  | 384  | 390  | 347  | 326  | 295  |

| 1962 | 1968 | 1975 | 1982 | 1990 | 1999 | 2005  | 2006  | 2010  |
| ---- | ---- | ---- | ---- | ---- | ---- | ----- | ----- | ----- |
| 256  | 673  | 366  | 700  | 636  | 555  | 1 102 | 1 104 | 1 350 |

| 2015  | 2020  | 2022  | - | - | - | - | - | - |
| ----- | ----- | ----- | - | - | - | - | - | - |
| 1 348 | 1 429 | 1 416 | - | - | - | - | - | - |

## Économie

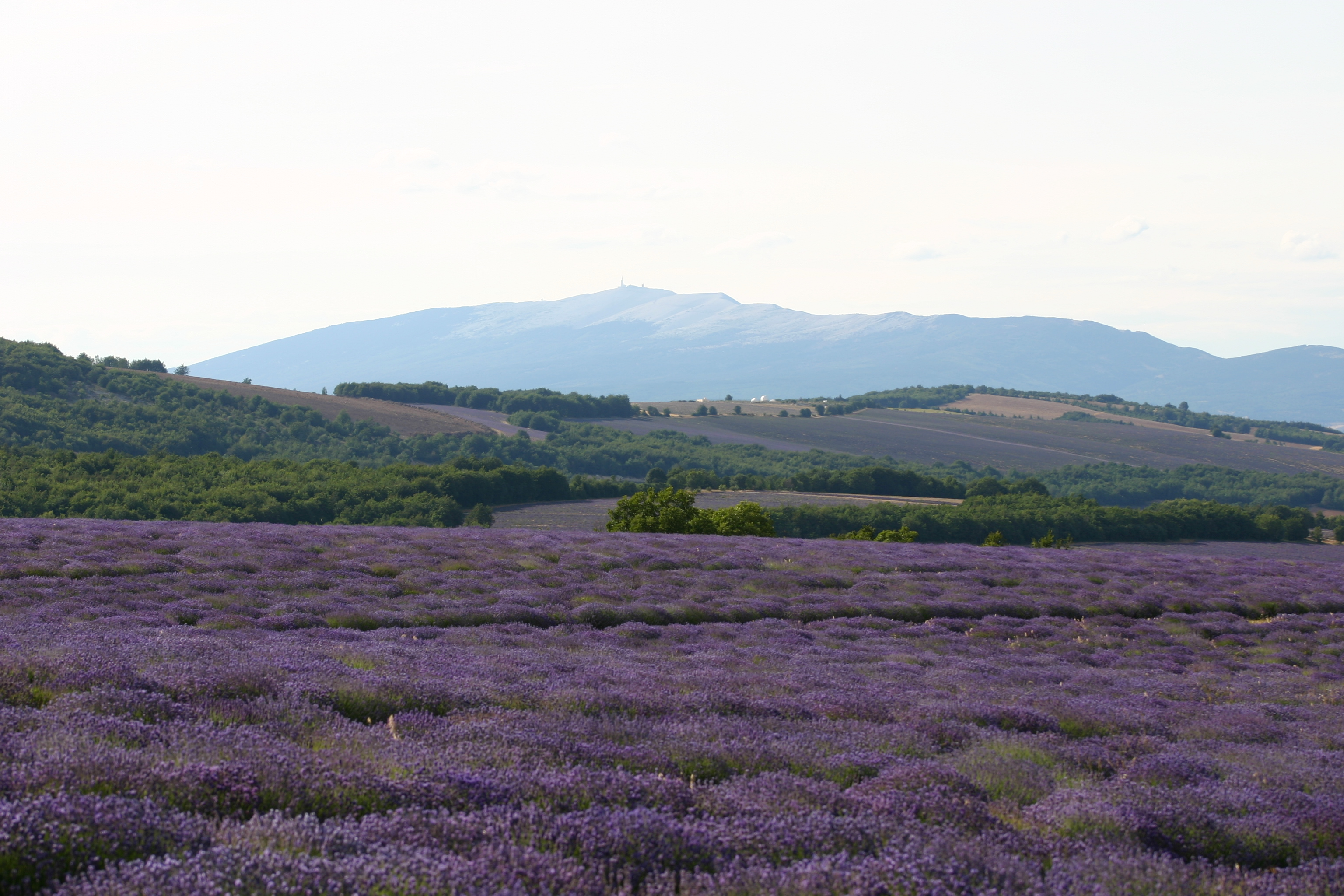
Vue sur le mont Ventoux depuis les champs de lavande des monts de Vaucluse.

Au XIXe siècle, la commune produisait essentiellement des céréales et des pommes de terre. Aujourd'hui très connue pour sa culture de la lavande, l'économie du plateau est restée essentiellement tournée vers l'agriculture (lavande, épeautre et autres céréales, champignons, production de miel, élevage ovin et caprin) et le tourisme (hôtel-restaurants, gîtes ruraux, camping vert, chemins de randonnée, VTT, spéléologie, route de la lavande). Saint-Christol possède plusieurs distilleries de lavande.

## Vie locale
Les habitants peuvent bénéficier d'une salle polyvalente, des services de petits commerces (épicerie et bar-tabac) et d'un garage-station essence.
Tous les premiers dimanche du mois d'août la traditionnelle foire aux agnelles a lieu dans le centre du village.

### Enseignement
On trouve sur la commune de Saint-Christol une école primaire, « Lou Fourniguie », et sur la commune voisine de Sault le collège du pays de Sault qui dessert les communes du plateau et de ses environs. Université la plus proche à Avignon.

### Santé
La commune possède une pharmacie et une maison de retraite, ainsi qu'un médecin généraliste. Hôpital et spécialistes sur Apt.

### Sports
Une base de loisirs avec terrain de motocross, un boulodrome, etc. Il existe sur place un important centre de spéléologie grâce à la présence de nombreux avens.

### Cultes
Catholique (église).

### Environnement
La protection et mise en valeur de l'environnement fait partie des compétences de la communauté de communes Ventoux Sud.

## Lieux et monuments

### Urbanisme intra-muros
Maison en hauteur

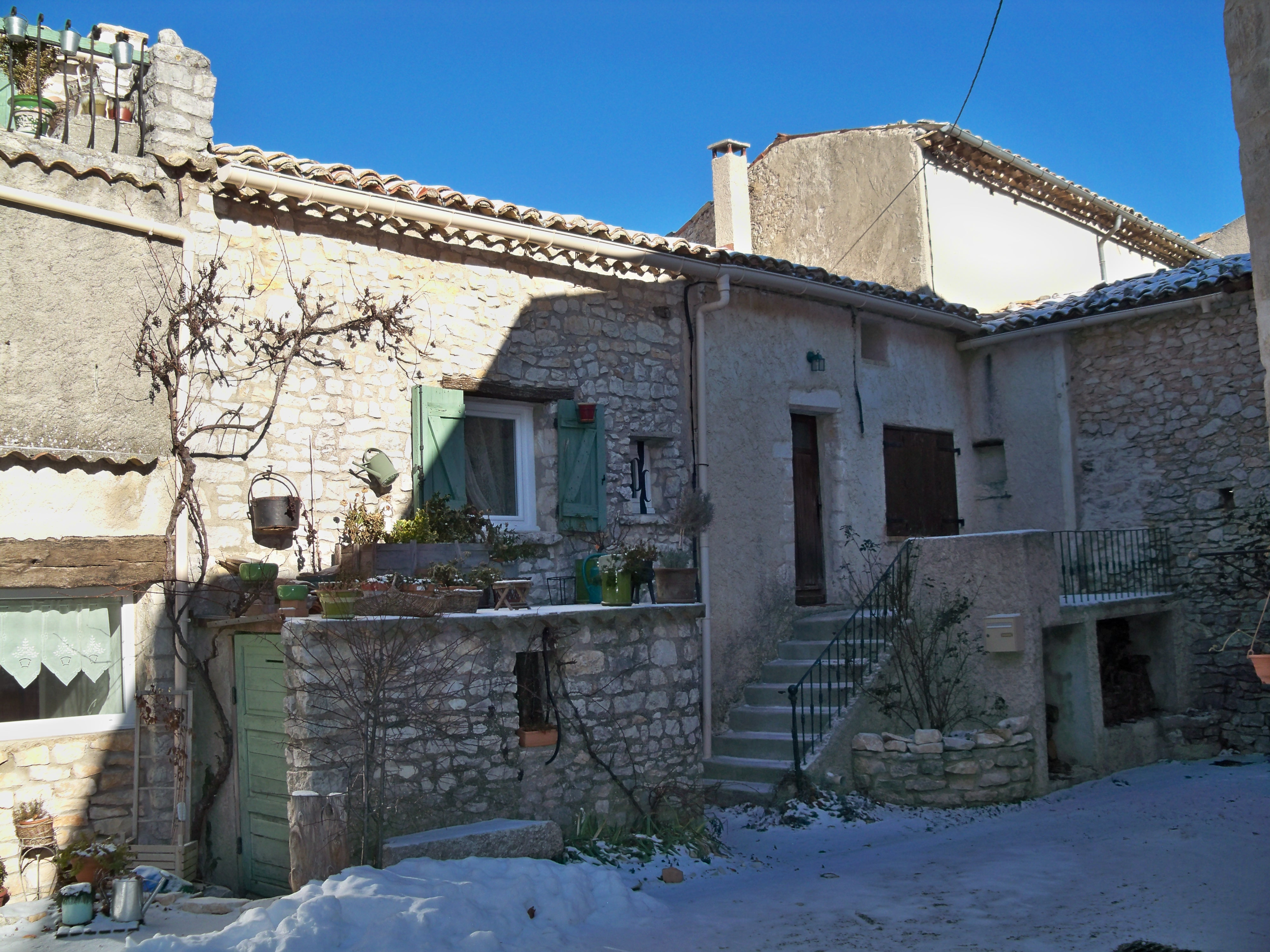
Maison en hauteur située à la périphérie et qui a pu s'étendre en longueur.

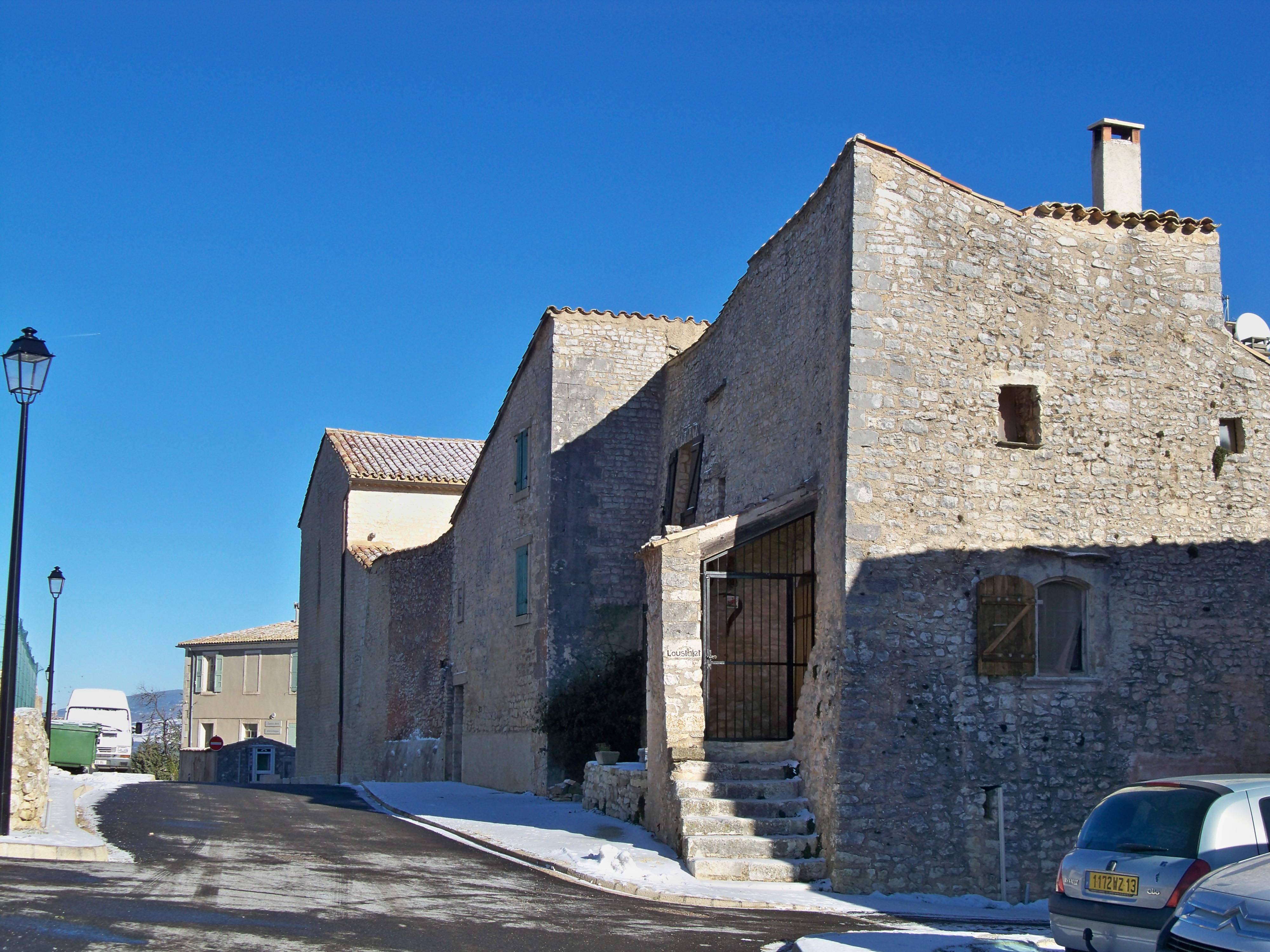
Maison en hauteur avec son escalier pour les pièces à vivre à l'étage.

Fernand Benoit explique que « son originalité consiste à placer les bêtes en bas, les hommes au-dessus ». Effectivement ce type d'habitation, qui se retrouve essentiellement dans un village, superpose sous un même toit, suivant une tradition méditerranéenne, le logement des humains à celui des bêtes. La maison en hauteur se subdivise en une étable-remise au rez-de-chaussée, un logement sur un ou deux étages, un grenier dans les combles. Elle était le type de maison réservée aux paysans villageois qui n'avaient que peu de bétail à loger, étant impossible dans un local aussi exigu de faire tenir des chevaux et un attelage.
Elle se retrouve aujourd'hui dans nombre de massifs montagneux de la Provence occidentale, dont les vallées ou plateaux alpins.
Ce type d'habitation, regroupant gens et bêtes dans un village, ne pouvait que rester figé, toute extension lui étant interdite sauf en hauteur. Leur architecture est donc caractéristique : une façade étroite à une ou deux fenêtres, et une élévation ne pouvant dépasser quatre à cinq étages, grenier compris avec sa poulie extérieure pour hisser le fourrage. Actuellement[Quand ?], les seules transformations possibles - ces maisons ayant perdu leur statut agricole - sont d'installer un garage au rez-de-chaussée et de créer de nouvelles chambres au grenier. Pour celles qui ont été restaurées avec goût, on accède toujours à l'étage d'habitation par un escalier accolé à la façade.
La présence de terrasse ou balcon était une constante. La terrasse servait, en priorité, au séchage des fruits et légumes suspendus à un fil de fer. Elle était appelée trihard quand elle accueillait une treille qui recouvrait une pergola rustique. Quand elle formait loggia, des colonnettes soutenant un auvent recouvert de tuiles, elle était nommée galarié ou souleriè.

### Urbanisme extra-muros
Maison en longueur

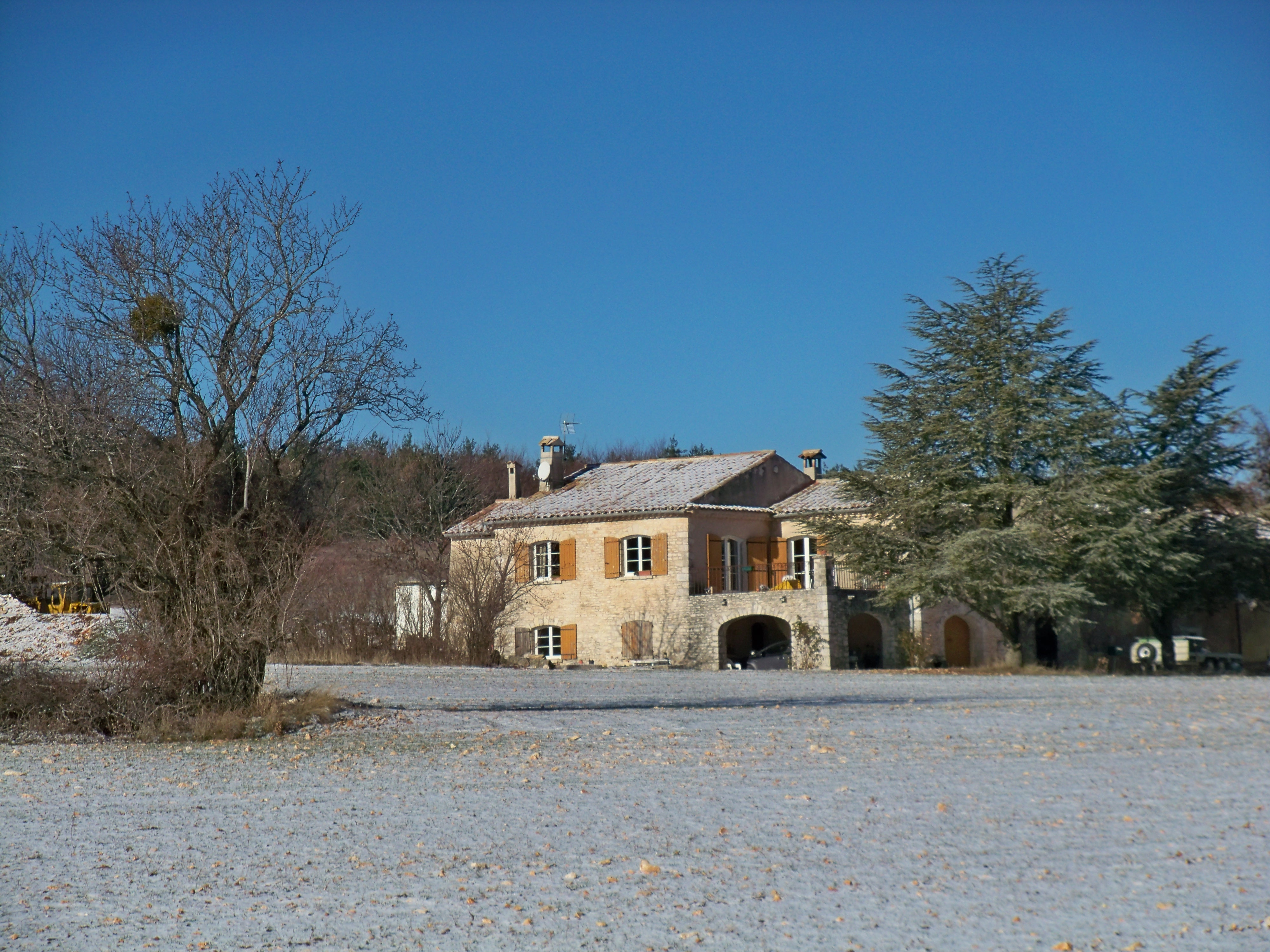
Maison à terre ou bastide sur le plateau d'Albion à Saint-Christol.

Compartimenté dans le sens de la longueur, ce type de maison représente un stade d'évolution plus avancé que la « maison en hauteur ». C'est l'habitation traditionnelle des pays de « riche culture » ou qui l'ont été (ex. : lavande).
Ce type de maison est divisé en deux parties très distinctes dans le sens de la longueur. Le rez-de-chaussée est occupé par une salle commune dans laquelle est intégrée la cuisine. Très souvent se trouve à l'arrière un cellier contenant la réserve de vin et une chambre. Un étroit couloir, qui permet d'accéder à l'étage, sépare cet ensemble de la seconde partie réservée aux bêtes. Celle-ci se compose, dans la plupart des cas, d'une remise qui peut servir d'écurie et d'une étable. L'étage est réservé aux chambres et au grenier à foin qui correspond par une trombe avec l'étable et l'écurie.
La construction d'un tel ensemble étant étalée dans le temps, il n'y avait aucune conception architecturale préétablie. Chaque propriétaire agissait selon ses nécessités et dans l'ordre de ses priorités. Ce qui permet de voir aujourd'hui l'hétérogénéité de chaque ensemble où les toitures de chaque bâtiments se chevauchent généralement en dégradé.
Cabanon

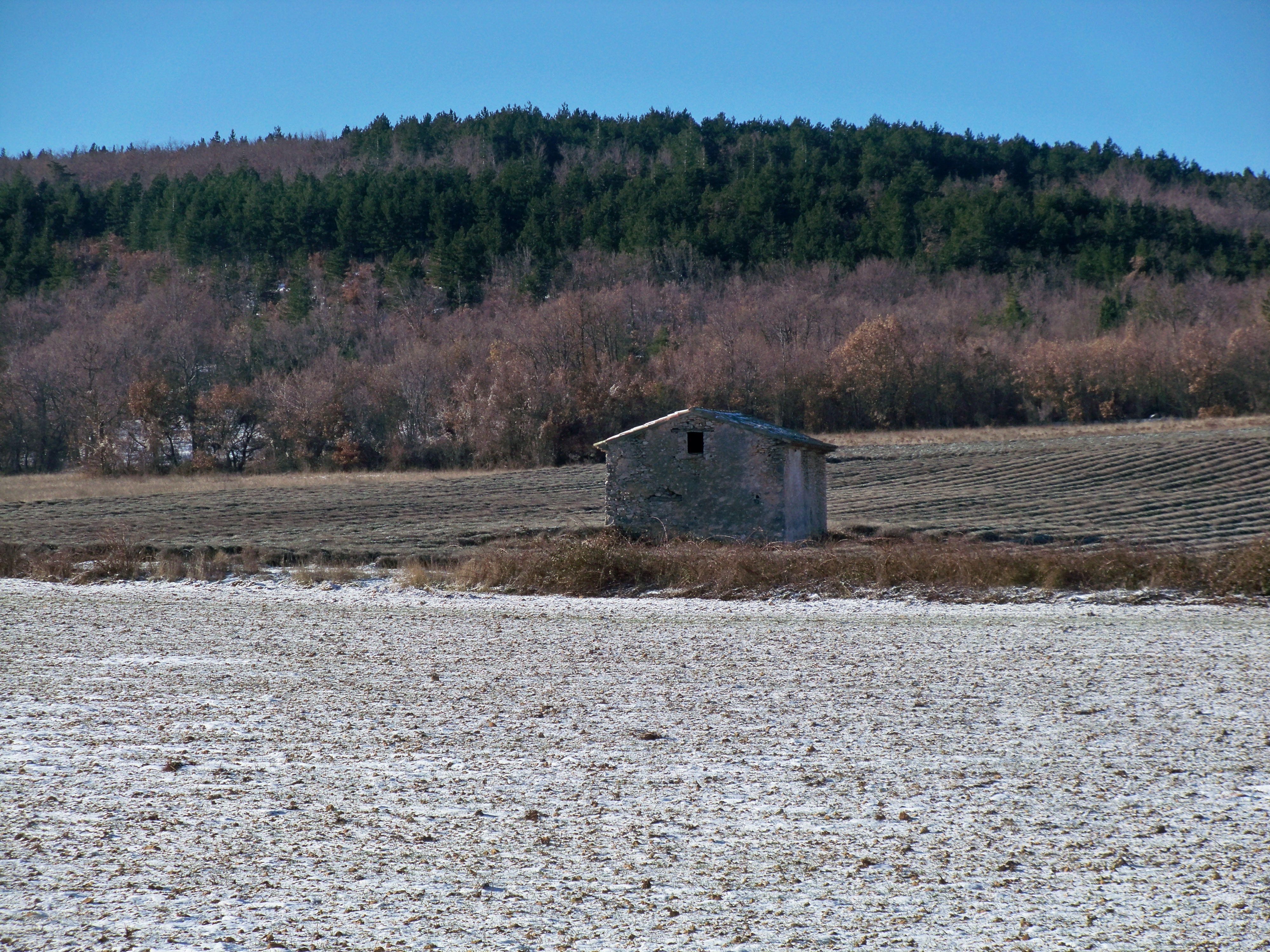
Cabanon dans un champ de lavande à Saint-Christol

L'existence de cette « maisonnette des champs » est toujours liée à une activité agricole qui contraint le paysan à rester éloigné de sa résidence habituelle. Dans son étude sur l'habitat rural, Fernand Benoit envisage à la fois le cas du pastoralisme et celui du sédentarisme.
Pour le paysan sédentaire, c'est l'éloignement de ses cultures qui impose un habitat aménagé près de son champ où sont entreposés outillage, matériel de coupe ou de traitement. C'est de plus un véritable habitat saisonnier qui est utilisé lors des travaux de longue durée.
Ces cabanons, qui se trouvent à l'orée ou au centre du champ avaient aussi un rôle d'affirmation sociale pour le paysan. Ils étaient considérés comme « le signe de la propriété sur une terre qu'il entendait distinguer du communal ».
Moulin
Le moulin Reynier qui fut construit aux environs de 1830-1840 par un nommé Reynier venu de Ferrassières, meunier de métier, qui le fit fonctionner sa vie durant. Son fils lui succéda. Son petit-fils a vu tourner le moulin jusqu'en 1888 environ. La toiture pointue et recouverte de zinc tournait sur des grandes dalles plates sur lesquelles la base du cône reposait.
Fontaines (fontaine du vieux lavoir, fontaine Brusquet et fontaine de l'église).
Reste d'un angle de l'ancien château de Saint-Christol.
Chapelle Notre-Dame de L'Amaron.
Base militaire.
Avens de la Servi, de l'Ase, du Trou Souffleur et d'Autran.

### Église Notre-Dame-et-Saint-Christophe de Saint-Christol
Dans son état actuel l'ancienne priorale bénédictine est composée de deux parties distinctes romane et gothique. La partie romane se compose d'une nef de trois travées qui se termine par une abside semi-circulaire. Restaurée d'abord en 1644, elle fut totalement remaniée en 1668 par l'adjonction d'un bas-côté nord et la couverture de la nef en maçonnerie.
En dépit de ces transformations, l'intérieur et en particulier l'abside a conservé une décoration exceptionnelle. Dans cette dernière, se déroule une véritable psychomachie entre le Bien et le Mal. Des monstres aussi divers qu'anthropophages (sphinx, sirènes, dragons) y affrontent des lapins, des poissons, des pélicans et des lions. Guy Barruol a qualifié cette église d'unique en Provence par son décor.
Les spécialistes ont reconnu dans les lacs de pampres la feuille du cépage Paga Debiti.

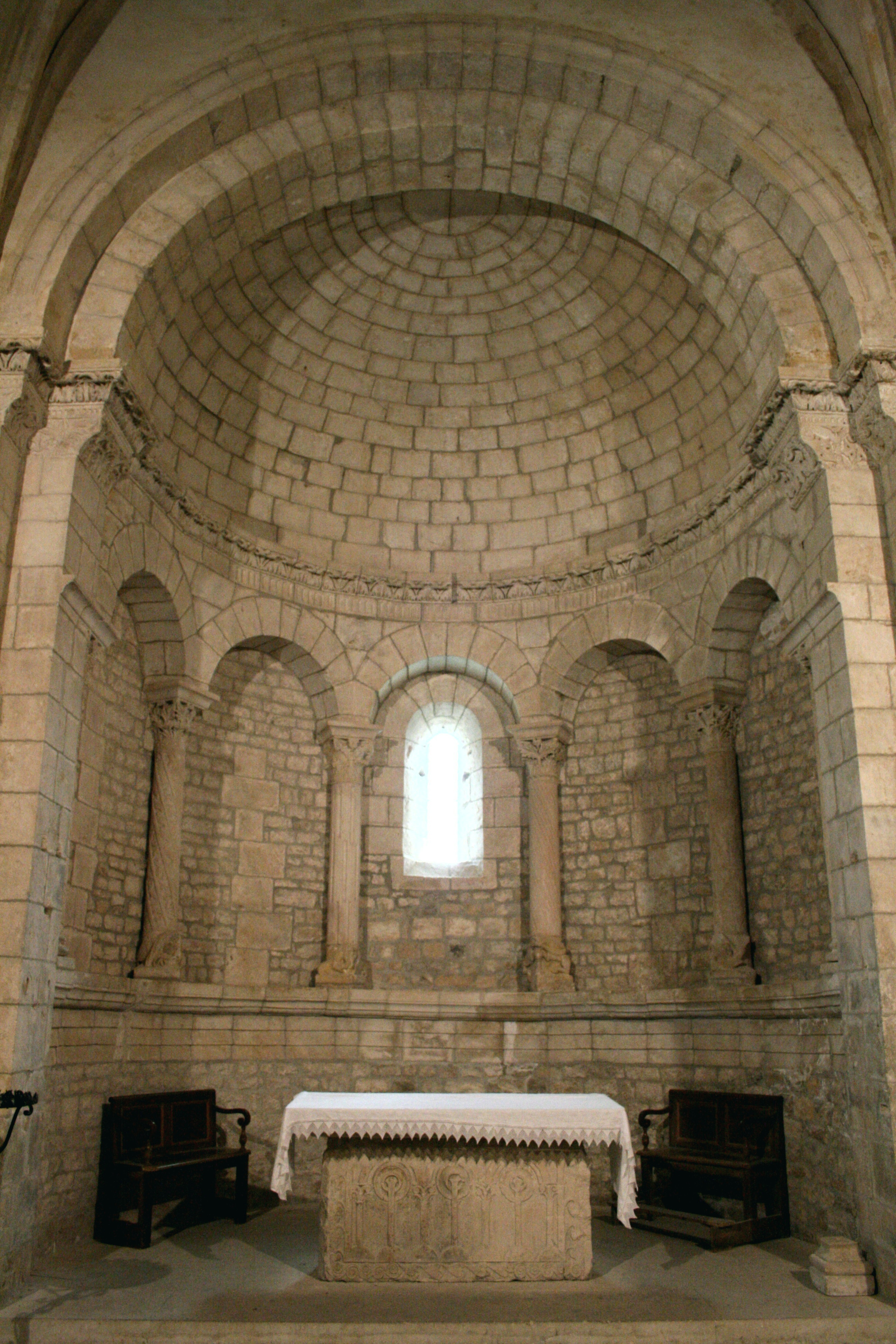
Chœur roman.
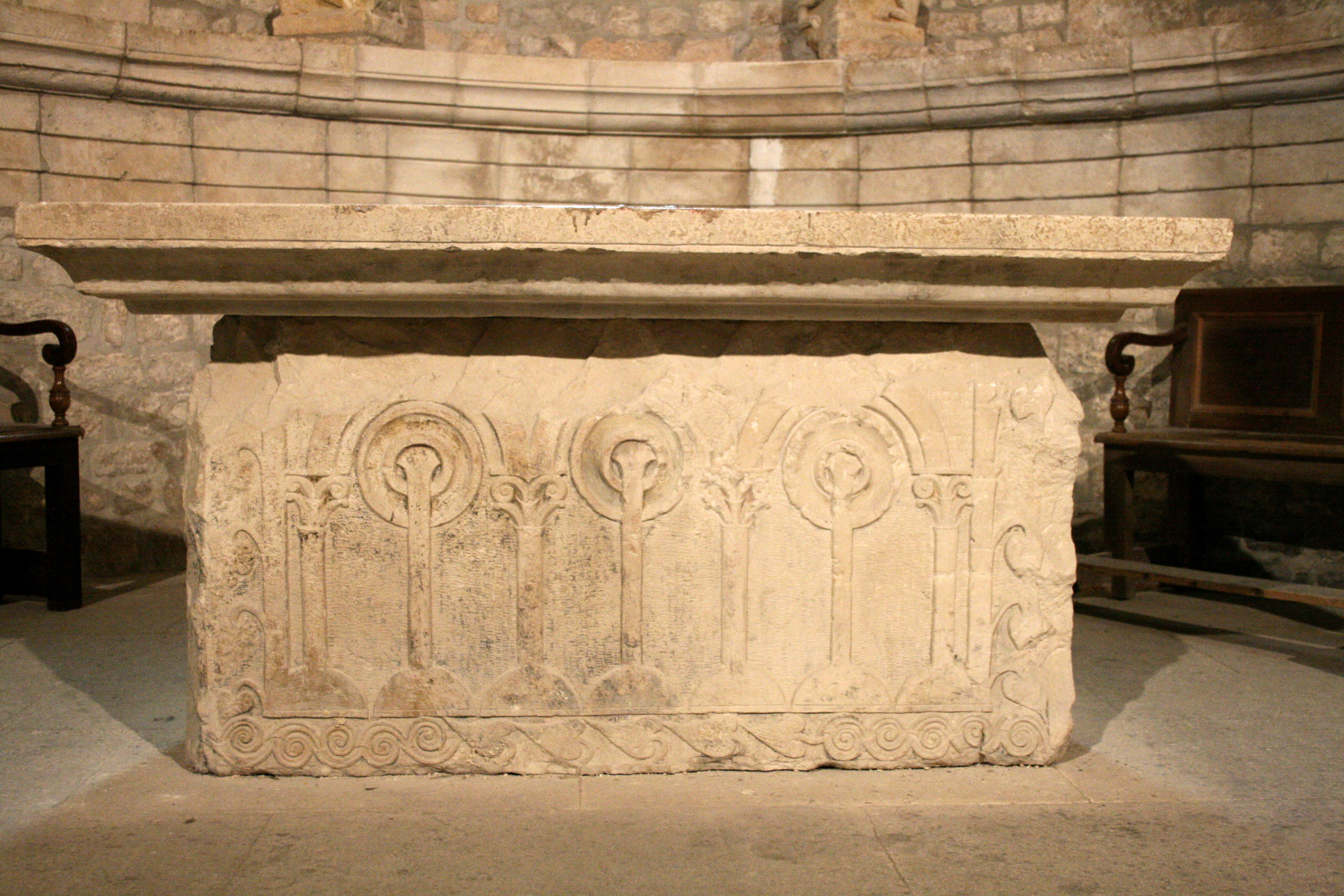
Autel roman.
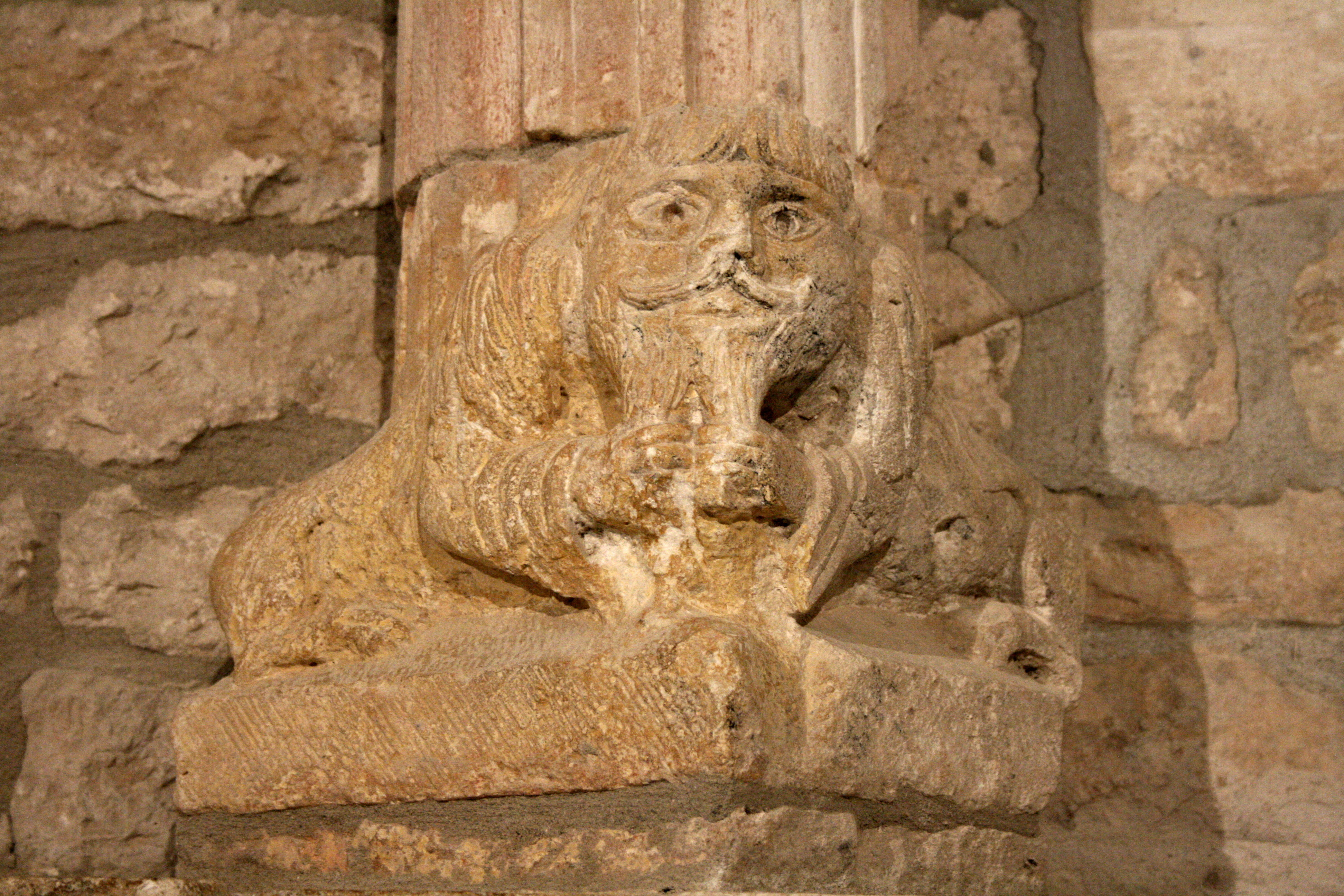
Base de colonne: arrière-train de lion et tête de vieillard.
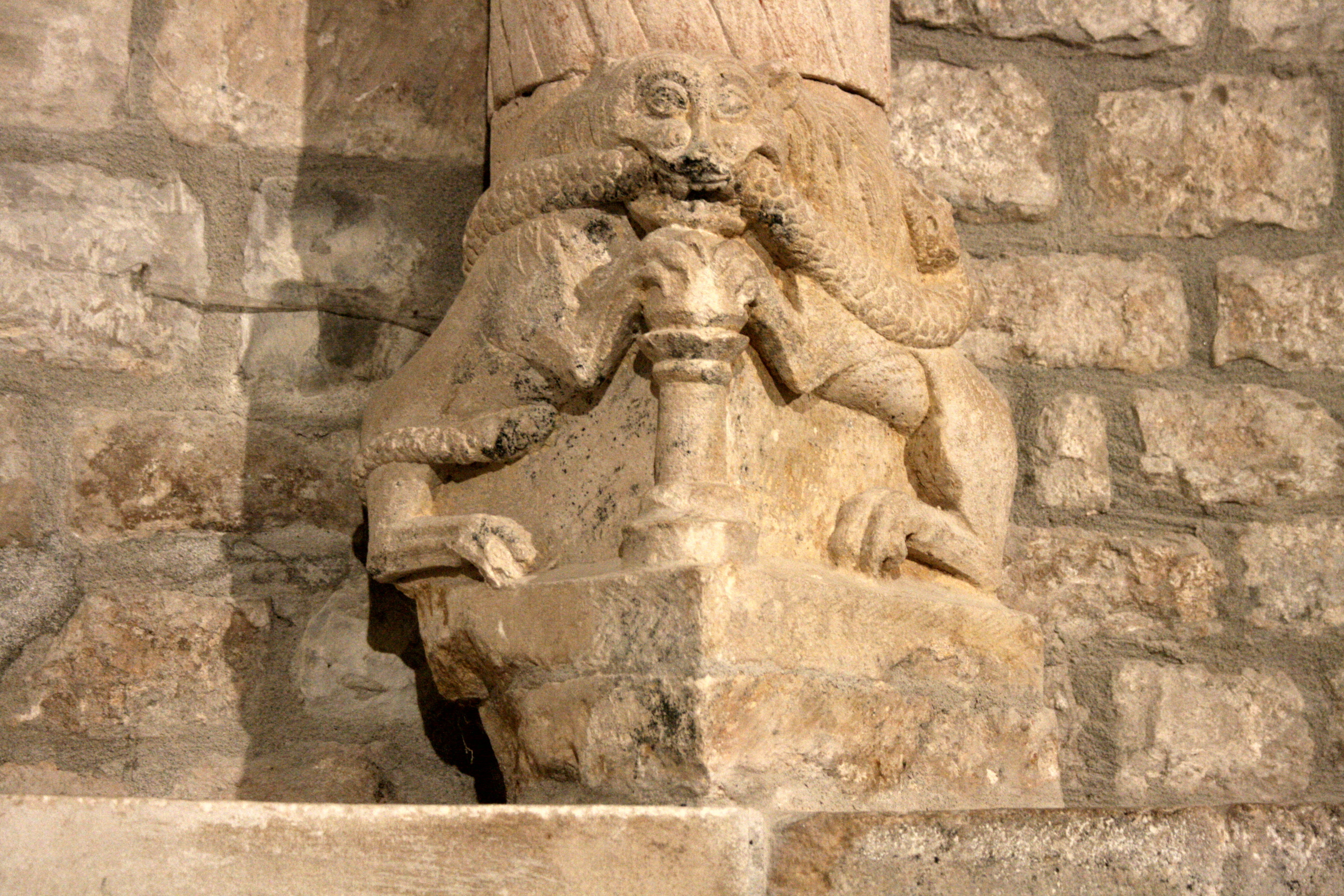
Base de colonne : lion à double corps.
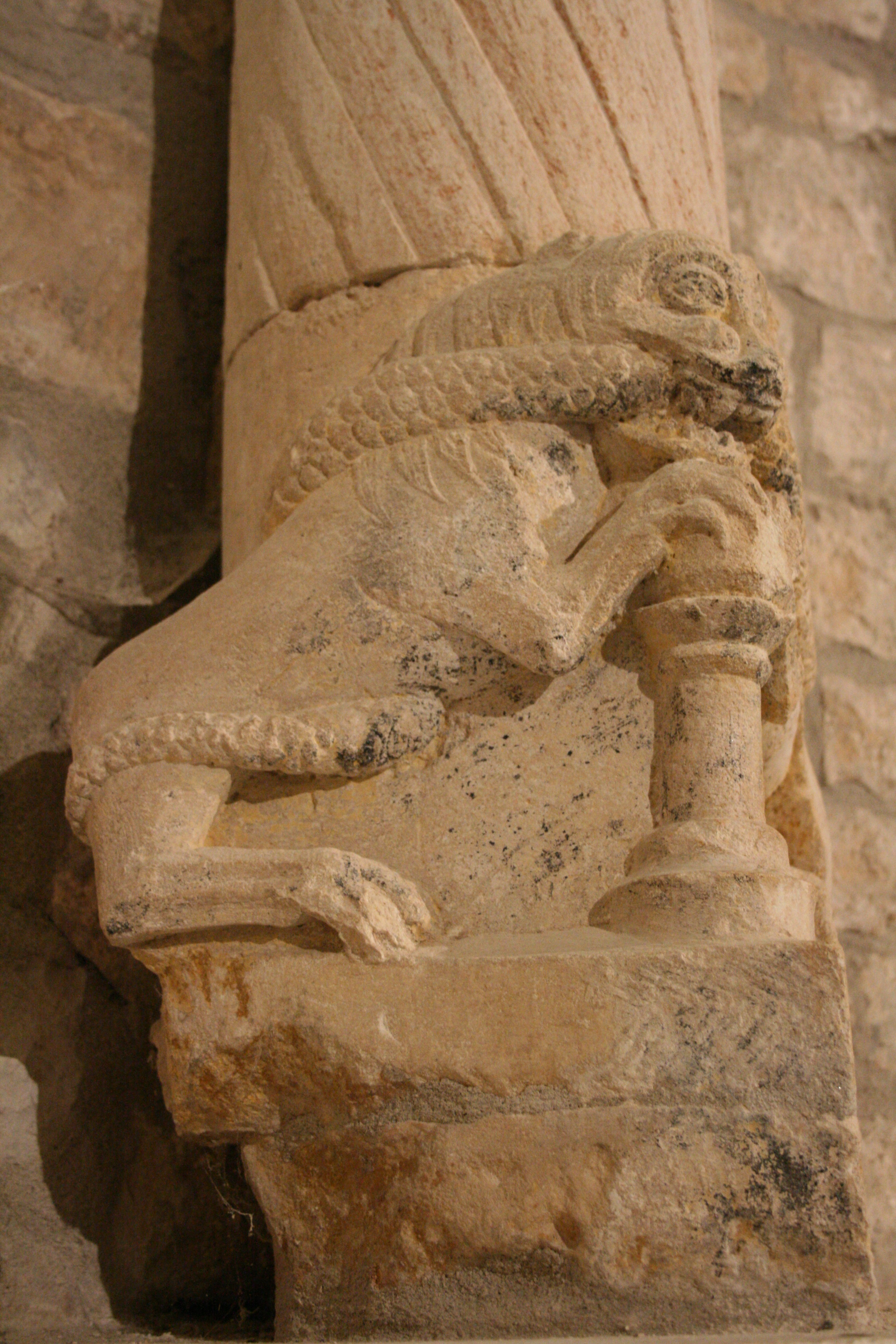
Vue latérale du lion à double corps.
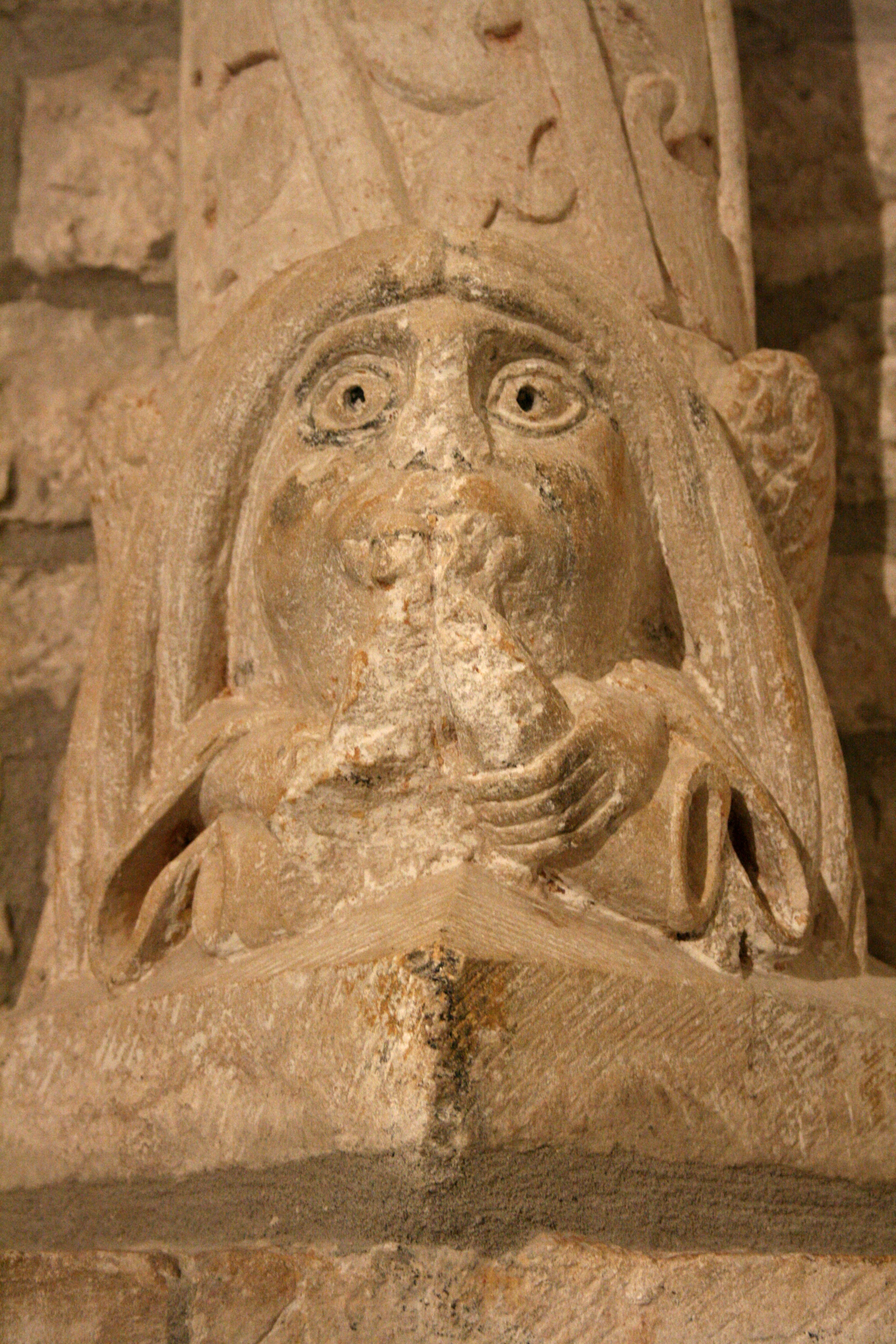
Sirène.

## Musée
Créé à l'initiative de la commune de Saint-Christol, le musée Marceau Constantin est consacré exclusivement aux œuvres du peintre Marceau Constantin. Le musée a ouvert ses portes le 1er août 2009, situé au lieu-dit Le cours, sur la route de la Lavande, à (11 km) de Sault, (20 km) de Montbrun-les-Bains.

La réhabilitation du bâtiment est l’œuvre de l'architecte Jean Dubus.

## Personnalités liées à la commune
- Joseph Elzéar Morénas (1778-1830), orientaliste et écrivain-botaniste qui explora la toundra russe[37].
- Maurice Pic (1913-1991), homme politique.
- Marceau Constantin (1918-2017), artiste peintre.